# Burning Brides
Burning Brides fue una banda estadounidense de rock. Son principalmente conocidos como grandes teloneros, ya que en el año 2002 fueron teloneros de ...And You Will Know Us by the Trail of Dead y Queens of the Stone Age. En el año 2004, fueron en un tour con A Perfect Circle y en el 2006, fueron como soporte en el tour de Eagles of Death Metal y de Peaches.

## Historia
Burning Brides fueron formados Filadelfia en el año 1999. Dimitri Coats y su futura esposa y colega en la música Melanie Campbell se unieron luego de graduados de The Juilliard School. Pasaron dos años viajando por el país, vivieron en San Francisco, Portland, y Boston antes de irse al área de Filadelfia.
Coats y Campbell pronto encontraron un baterista llamado Mike Ambs para formar la banda. Burning Brides tocaron su primer concierto extenso en mayo de 1999, como teloneros de Queens of the Stone Age. Burning Brides eran muy populares en los actos en locales y actuaciones en vivo, y muchas compañías trataron de unirlos a su Sello Musical. Pronto firmaron contrato con File Thirteen Records, un sello local. La banda hizo un tour por EE. UU. con artistas como Zen Guerilla, J. Mascis, y los Greenhornes.
El primer álbum de Burning Brides, Fall of the Plastic Empire, salió a la venta el 17 de abril de 2001. Fall of the Plastic Empire es considerado, según los fanes, su mejor álbum. El álbum, que costando más de $5000 en hacer, no vendió mucho. El álbum fue medianamente satisfactorio, ya que ganó la atención de muchas revistas de música, escribiendo que Burning Brides era una banda de Garage Rock que valía la pena. El gran hito del álbum fue "Artic Snow", el primer sencillo de la banda, aunque no llegó a los mejores lugares en las listas. File Thirteen dejaron la banda y otra compañía discográfica, V2, los tomó. V2 relanzó el álbum el 2002, llamando mucho más la atención de los medios, dándole popularidad a la banda.
El segundo álbum de Burning Brides, Leave No Ashes, fue lanzado el 29 de junio de 2004 con un nuevo baterista, Jason Kourkounis. Fue producido por George Drakoulias (Tom Petty, Black Crowes). Aunque Leave No Ashes no fue tan satisfactorio como, Fall of the Plastic Empire, la canción más exitosa del álbum Leave No Ashes, es el sencillo, "Heart Full of Black", la cual estuvo muchos minutos al aire en la radio. "Heart Full of Black" apareció en dos juegos, Guitar Hero y Burnout 3. 
Jason Kourkounis dejó la banda luego de su tour. Coats y Campbell admitieron que él estaba bajo las drogas y "se odiaba en el escenario cada noche," que, posiblemente, haya sido una de las razones de la partida de Kourkounis. Ellos integraron al "golpe-duro-tambores" Pete Beeman, de la formación de los Guzzards, que trabajó muy bien con la pareja.
El tercero álbum de Burning Brides, Hang Love, lanzado independientemente el 19 de junio de 2007 que trajo aclamaciones del público. Dimitri Coats produjo el álbum. La banda se agrupó con Mathias Schneeberger (Joseph Arthur, St. Vitus, Mark Lanegan), ya que Dimitri y Melanie contribuyeron con algunas canciones de Bubblegum álbum sacado el 2004 por Lanegan. Dato curioso: "Hang Love" fue solo grabado en un mes y compuesto dentro del mismo.
La banda oficialmente anunció que se separaron en 2014.

## Personal

### Miembros antiguos
- Dimitri Coats - guitarra, vocal (1999 - 2014)
- Melanie Coats - bajo (1999 - 2014)
- Mike Ambs - batería (1999 - 2002)
- Jason Kourkounis - batería (2002 - 2005)
- Pete Beeman - batería (2005 - 2008)
- Jeff Watson - batería (2008 - 2014)

## Discografía

### Álbumes de Estudio
- 2001: "Fall of the Plastic Empire" (File 13 Records, V2 Records)
- 2004: "Leave No Ashes" (V2 Records)
- 2007: "Hang Love" (Modart Recordings, Caroline Records)
- 2008: "Anhedonia" (Cobraside Distribution Inc.)